# Hamza Mendyl
Hamza Mendyl (in arabo حمزة منديل‎?; Casablanca, 21 ottobre 1997) è un calciatore marocchino, di origini ivoriane, difensore dell'Arīs Salonicco.

## Carriera

### Club

#### Lilla
Nel gennaio 2016 si trasferisce in Francia, al Lilla 2, seconda squadra del Lilla, militante nello Championnat de France amateur 2, quinta divisione francese. Debutta il 12 marzo nella vittoria per 4-1 sul campo del Feignies in campionato. Con 7 presenze nella prima stagione contribuisce alla vittoria del girone G e alla promozione nello Championnat de France amateur. La stagione successiva segna il primo gol, il 9 novembre 2016, quando sigla l'1-0 nella vittoria casalinga per 4-1 sul Lens 2 in campionato. Il 18 febbraio 2017 gioca per la prima volta in prima squadra, entrando al 79' della vittoria per 1-0 in trasferta contro il Caen in Ligue 1.

#### Schalke 04
Il 17 agosto 2018, passa allo Schalke 04 per 7 milioni di euro.

### Nazionale
Esordisce in Nazionale maggiore il 4 settembre 2016 in una sfida valida per le qualificazioni alla Coppa d'Africa 2017 in casa a Rabat contro São Tomé e Príncipe, vinta per 2-0. Nel 2017 viene convocato per la Coppa d'Africa in Gabon.

## Statistiche

### Presenze e reti nei club
Statistiche aggiornate al 2 marzo 2017.
| Stagione        | Squadra         | Campionato      | Campionato | Campionato | Coppe nazionali | Coppe nazionali | Coppe nazionali | Coppe nazionali | Coppe continentali | Coppe continentali | Coppe continentali | Altre coppe | Altre coppe | Altre coppe | Totale | Totale | Totale |
| Stagione        | Squadra         | Comp            | Pres       | Reti       | Comp            |                 | Pres            | Reti            | Comp               | Pres               | Reti               | Comp        | Pres        | Reti        | Pres   | Reti   |        |
| --------------- | --------------- | --------------- | ---------- | ---------- | --------------- | --------------- | --------------- | --------------- | ------------------ | ------------------ | ------------------ | ----------- | ----------- | ----------- | ------ | ------ | ------ |
| 2015-2016       | Lilla 2         | CFA2            | 7          | 0          | -               |                 | -               | -               | -                  | -                  | -                  | -           | -           | -           | 7      | 0      |        |
| 2016-2017       | Lilla 2         | CFA             | 16         | 1          | -               |                 | -               | -               | -                  | -                  | -                  | -           | -           | -           | 16     | 1      |        |
| Totale Lilla 2  | Totale Lilla 2  | Totale Lilla 2  | 23         | 1          | -               |                 | -               | -               | -                  | -                  | -                  | -           | -           | -           | 23     | 1      |        |
| 2016-2017       | Lilla           | L1              | 7          | 0          | CdF+CdL         |                 | 1+0             | 0+0             | UEL                | 2                  | 0                  | -           | -           | -           | 10     | 0      |        |
| 2017-2018       | Lilla           | L1              | 6          | 0          | CdF+CdL         |                 | 1               |                 | -                  | -                  | -                  |             |             |             | 7      | 0      |        |
| Totale carriera | Totale carriera | Totale carriera | 36         | 1          | -               |                 | 2               | 0               | UEL                | 2                  | 0                  | -           | -           | -           | 40     | 1      |        |

### Cronologia presenze e reti in nazionale
| Cronologia completa delle presenze e delle reti in nazionale ― Marocco | Cronologia completa delle presenze e delle reti in nazionale ― Marocco | Cronologia completa delle presenze e delle reti in nazionale ― Marocco | Cronologia completa delle presenze e delle reti in nazionale ― Marocco | Cronologia completa delle presenze e delle reti in nazionale ― Marocco | Cronologia completa delle presenze e delle reti in nazionale ― Marocco | Cronologia completa delle presenze e delle reti in nazionale ― Marocco | Cronologia completa delle presenze e delle reti in nazionale ― Marocco |
| Data                                                                   | Città                                                                  | In casa                                                                | Risultato                                                              | Ospiti                                                                 | Competizione                                                           | Reti                                                                   | Note                                                                   |
| ---------------------------------------------------------------------- | ---------------------------------------------------------------------- | ---------------------------------------------------------------------- | ---------------------------------------------------------------------- | ---------------------------------------------------------------------- | ---------------------------------------------------------------------- | ---------------------------------------------------------------------- | ---------------------------------------------------------------------- |
| 4-9-2016                                                               | Rabat                                                                  | Marocco                                                                | 2 – 0                                                                  | São Tomé e Príncipe                                                    | Qual. Coppa d'Africa 2017                                              | -                                                                      |                                                                        |
| 8-10-2016                                                              | Franceville                                                            | Gabon                                                                  | 0 – 0                                                                  | Marocco                                                                | Qual. Mondiali 2018                                                    | -                                                                      | 87’                                                                    |
| 11-10-2016                                                             | Marrakech                                                              | Marocco                                                                | 4 – 0                                                                  | Canada                                                                 | Amichevole                                                             | -                                                                      |                                                                        |
| 12-11-2016                                                             | Marrakech                                                              | Marocco                                                                | 0 – 0                                                                  | Costa d'Avorio                                                         | Qual. Mondiali 2018                                                    | -                                                                      |                                                                        |
| 15-11-2016                                                             | Marrakech                                                              | Marocco                                                                | 2 – 1                                                                  | Togo                                                                   | Amichevole                                                             | -                                                                      | 46’                                                                    |
| 16-1-2017                                                              | Oyem                                                                   | RD del Congo                                                           | 1 – 0                                                                  | Marocco                                                                | Coppa d'Africa 2017 - 1º turno                                         | -                                                                      |                                                                        |
| 20-1-2017                                                              | Oyem                                                                   | Marocco                                                                | 3 – 1                                                                  | Togo                                                                   | Coppa d'Africa 2017 - 1º turno                                         | -                                                                      |                                                                        |
| 24-1-2017                                                              | Oyem                                                                   | Marocco                                                                | 1 – 0                                                                  | Costa d'Avorio                                                         | Coppa d'Africa 2017 - 1º turno                                         | -                                                                      |                                                                        |
| 29-1-2017                                                              | Port-Gentil                                                            | Egitto                                                                 | 1 – 0                                                                  | Marocco                                                                | Coppa d'Africa 2017 - Quarti di finale                                 | -                                                                      |                                                                        |
| 24-3-2017                                                              | Marrakech                                                              | Marocco                                                                | 2 – 0                                                                  | Burkina Faso                                                           | Amichevole                                                             | -                                                                      | 74’                                                                    |
| 23-3-2018                                                              | Torino                                                                 | Serbia                                                                 | 1 – 2                                                                  | Marocco                                                                | Amichevole                                                             | -                                                                      |                                                                        |
| 31-5-2018                                                              | Ginevra                                                                | Marocco                                                                | 0 – 0                                                                  | Ucraina                                                                | Amichevole                                                             | -                                                                      | 83’                                                                    |
| 4-6-2018                                                               | Ginevra                                                                | Slovacchia                                                             | 1 – 2                                                                  | Marocco                                                                | Amichevole                                                             | -                                                                      | 46’                                                                    |
| 13-10-2018                                                             | Casablanca                                                             | Marocco                                                                | 1 – 0                                                                  | Comore                                                                 | Qual. Coppa d'Africa 2019                                              | -                                                                      | 46’                                                                    |
| 16-10-2018                                                             | Mitsamiouli                                                            | Comore                                                                 | 2 – 2                                                                  | Marocco                                                                | Qual. Coppa d'Africa 2019                                              | -                                                                      |                                                                        |
| 11-10-2019                                                             | Oujda                                                                  | Marocco                                                                | 1 – 1                                                                  | Libia                                                                  | Amichevole                                                             | -                                                                      |                                                                        |
| 15-10-2019                                                             | Tangeri                                                                | Marocco                                                                | 2 – 3                                                                  | Gabon                                                                  | Amichevole                                                             | -                                                                      | 46’                                                                    |
| 19-11-2019                                                             | Bujumbura                                                              | Burundi                                                                | 0 – 3                                                                  | Marocco                                                                | Qual. Coppa d'Africa 2021                                              | -                                                                      |                                                                        |
| 9-10-2020                                                              | Marrakech                                                              | Marocco                                                                | 3 – 1                                                                  | Senegal                                                                | Amichevole                                                             | -                                                                      | 55’                                                                    |
| 13-10-2020                                                             | Rabat                                                                  | Marocco                                                                | 1 – 1                                                                  | RD del Congo                                                           | Amichevole                                                             | -                                                                      | 90+1’                                                                  |
| Totale                                                                 |                                                                        | Presenze                                                               | 20                                                                     |                                                                        | Reti                                                                   | 0                                                                      |                                                                        |

## Palmarès

### Club
- Championnat de France amateur 2: 1

Lilla 2: 2015-2016 (Girone G)